# Eustrotiopis chlorata
Eustrotiopis chlorata là một loài bướm đêm trong họ Noctuidae.